# روابط ایالات متحده آمریکا و کامبوج

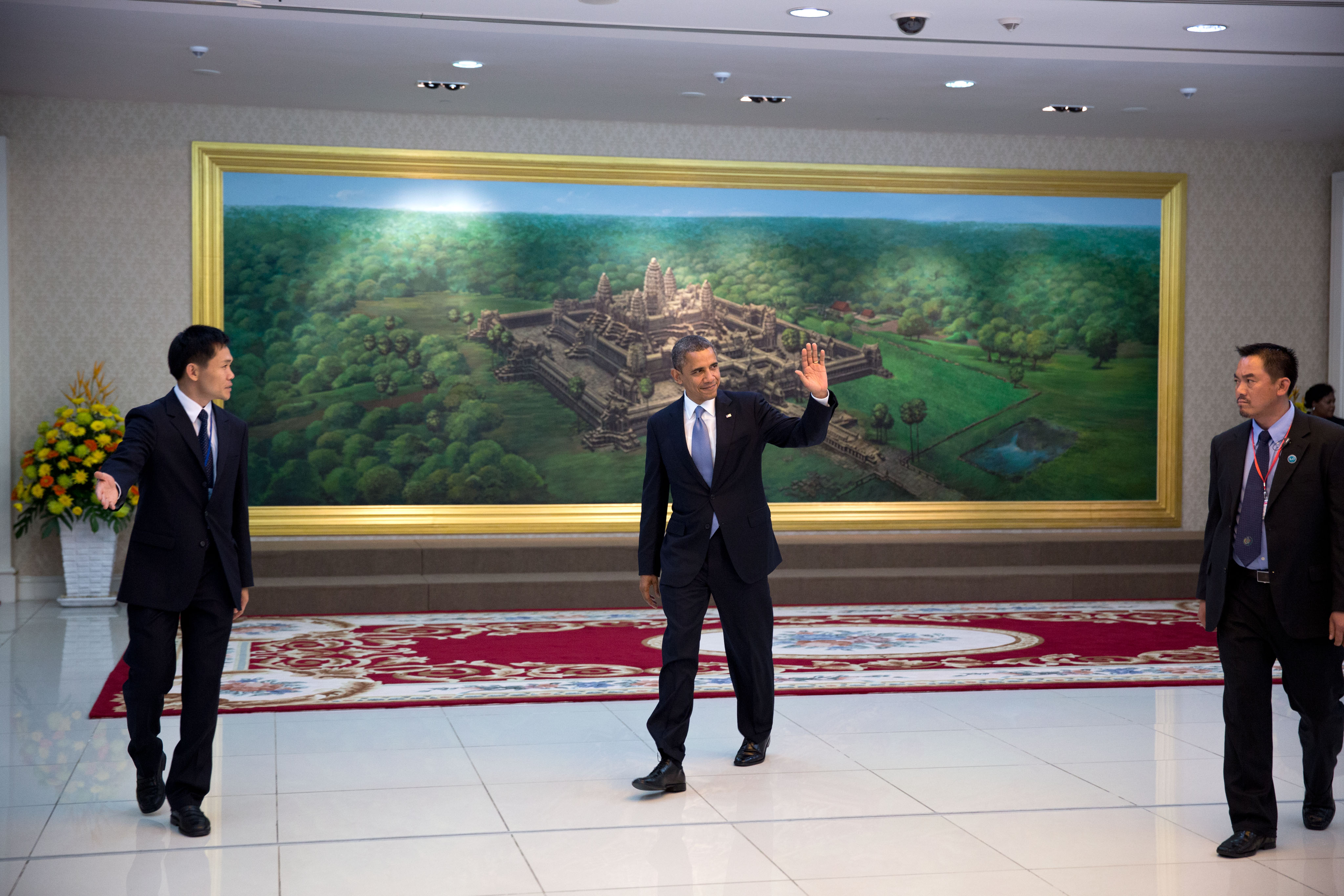
ورود باراک اوباما به کاخ صلح، پنوم پن، ۲۰۱۲

روابط دوجانبه بین ایالات متحده و کامبوج، که در طول جنگ سرد تیره بود، در دوران مدرن به‌طور قابل توجهی تقویت شده‌است. ایالات متحده از تلاش‌ها در کامبوج برای مبارزه با تروریسم، ایجاد نهادهای دموکراتیک، ترویج حقوق بشر، تقویت توسعه اقتصادی، از بین بردن فساد، دستیابی به کاملترین حساب ممکن برای آمریکایی‌های مفقود شده در دوران جنگ هندوچین، و محاکمه کسانی که بیشترین مسئولیت را در نقض قوانین حقوق بشری در دوره حکومت خمرهای سرخ دارند، حمایت می‌کند.
بر اساس نظرسنجی گالوپ در سال ۲۰۱۱، ۶۸ درصد از مردم کامبوج عملکرد ایالات متحده در دولت اوباما را تأیید کردند، با ۷ درصد مخالف، مطلوب‌ترین نظر برای هر کشور آسیا-اقیانوسیه مورد بررسی شد. در یک نظرسنجی گالوپ در سال ۲۰۱۲، ۶۲ درصد از مردم کامبوج رهبری ایالات متحده را تأیید کردند و ۸ درصد مخالفت کردند. سفر رئیس جمهور باراک اوباما به پنوم پن در سال ۲۰۱۲ به عنوان اولین سفر ریاست جمهوری ایالات متحده به کامبوج، تاریخ ساز شد.

## تاریخ

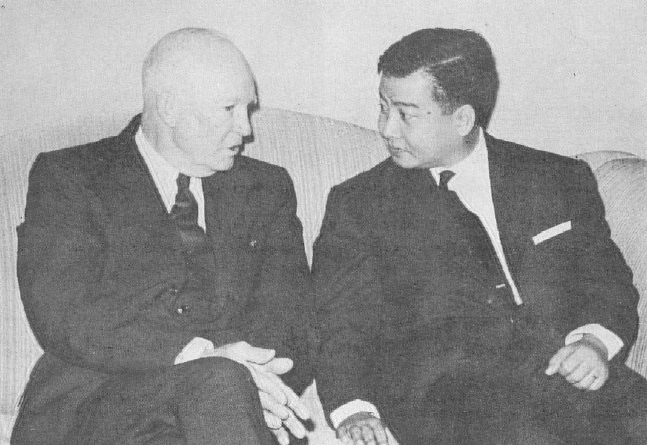
رئیس‌جمهور دوایت دی. آیزنهاور و شاهزاده نورودوم سیهانوک در سال ۱۹۵۹.

در طول جنگ ۱۹۷۰–۱۹۷۵، ایالات متحده ۱٫۱۸ میلیارد دلار کمک نظامی به نیروهای مسلح ملی خمر در مبارزه با خمرهای سرخ و همچنین ۵۰۳ میلیون دلار کمک اقتصادی ارائه کرد. ایالات متحده ذات وحشیانه کامبوچیای دمکراتیک را بین سالهای ۱۹۷۵ و ۱۹۷۹ محکوم کرد. روابط پس از حادثه  مایاگوئز  که نیروی دریایی آزادیبخش کامبوچیا طی آن اس اس مایاگوئز را تصرف کرد، و تفنگداران دریایی ایالات متحده با یورش به جزیره کو تانگ پاسخ داد، بدتر شد. با این حال، این واقعیت که این رژیم در جنگ کامبوج و ویتنام توسط ویتنام، که ایالات متحده آن را یک قدرت متخاصم می‌دانست، سرنگون شد، منجر شد ایالات متحده تهاجم ویتنام را محکوم کند. ایالات متحده دولت ائتلافی کمپوچپای دموکراتیک (که شامل خمرهای سرخ نیز می‌شد) را به عنوان دولت قانونی کامبوج به رسمیت شناخت. بن کیرنن مدعی شد که ایالات متحده پس از تهاجم ویتنام به خمرهای سرخ حمایت مادی ارائه کرده‌است. منابع دیگر این ادعاها را رد کرده‌اند، و نبردهای گسترده بین نیروهای جبهه آزادیبخش خلق خمر تحت حمایت ایالات متحده و خمرهای سرخ را شرح داده‌اند.
همزمان با این تلاش‌ها، ایالات متحده از تلاش‌های آسه آن در دهه ۱۹۸۰ برای دستیابی به یک حل و فصل سیاسی برای جنگ داخلی کامبوج که شامل حضور خمرهای سرخ در دولت می‌شد، حمایت کرد. این در ۲۳ اکتبر ۱۹۹۱، زمانی که کنفرانس پاریس برای امضای یک توافق جامع دوباره تشکیل شد، محقق شد.

## ماموریت‌های دیپلماتیک

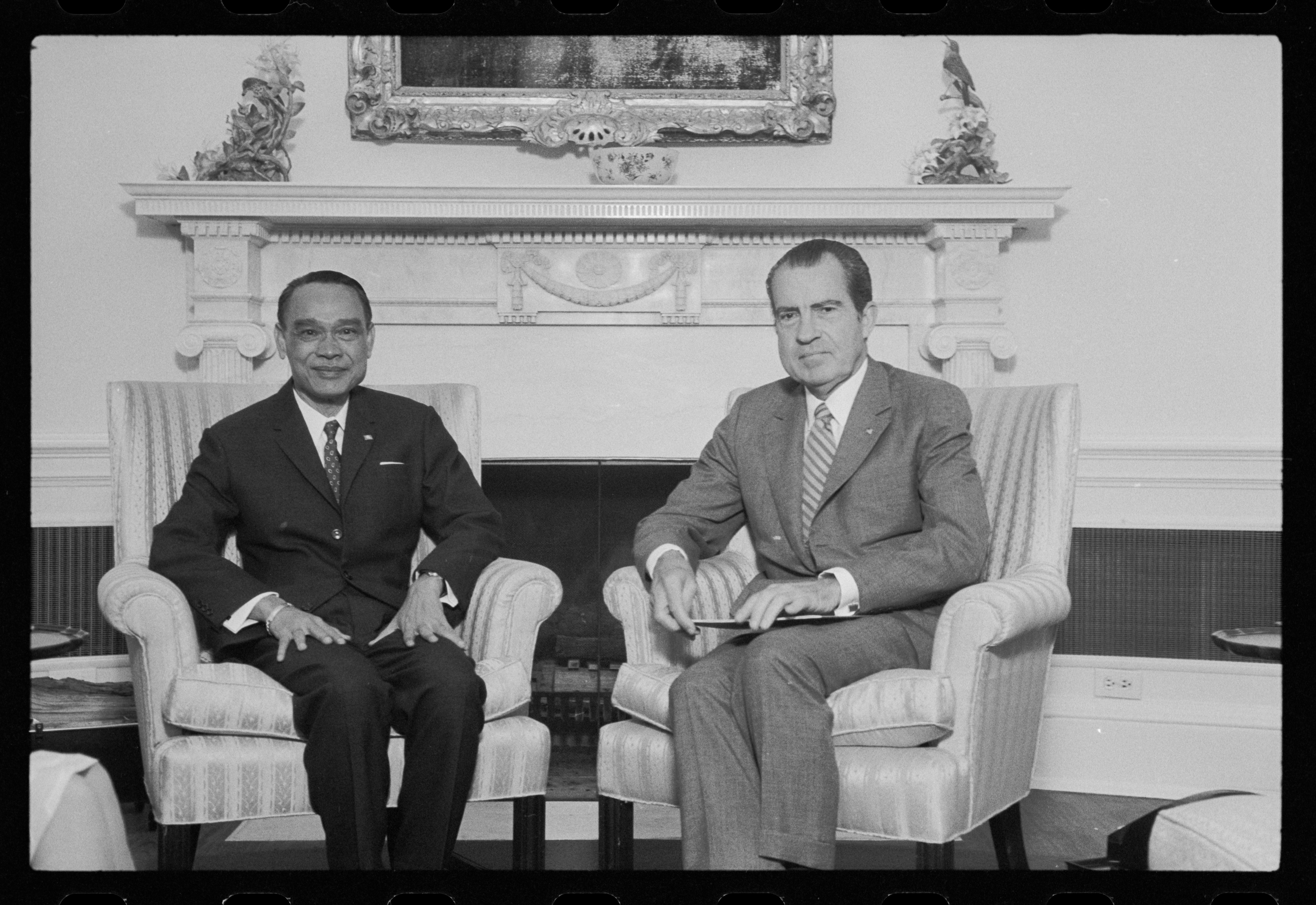

سفارت ایالات متحده در پنوم پن، در نزدیکی Wat Phnom واقع شده‌است. این یکی از بزرگترین سفارت‌ها در پنوم پن است. این مکان در محل سابق سرکل اسپورتیف (همچنین به عنوان کلوپ اسپورتیف خمر شناخته می‌شود) واقع شده‌است و پس از تصرف پنوم پن توسط خمرهای سرخ در ۱۷ آوریل ۱۹۷۵ صحنه اعدام رهبران بلندپایه مختلف جمهوری خمر شامل نون لون، لونگ بورت و سیریک ماتاک سیسوات بود.